# Simon Cadell
Simon John Cadell (Marylebone, 19 juli 1950 - Westminster, 6 maart 1996) was een Brits acteur. Hij was bekend om zijn rol als entertainment-manager Dr. Jeffrey Fairbrother in de komische televisieserie  Hi-de-Hi!.
Simon Cadell was getrouwd van 1985 tot zijn dood met actrice Rebbecca Croft. Samen hadden ze twee kinderen. Hij was de broer van actrice Selinna Cadell en de kleinzoon van actrice Jean Cadell. Ook was hij de neef van acteur Guy Siner.

## Filmografie
- Watership Down (1978)
- Meteor (1979, niet op aftiteling)
- The Dog It Was That Died (1989)
- Pride and Extreme Prejudice (1990)
- Circles of Deceit: Kalon (1996)
- The Cold Light of Day (1996)

## Televisieseries
- Hadleigh (1969)
- Hine (1971)
- Love Story (1972)
- Play for Today (1975 en 1980)
- The Glittering Prizes (1976)
- Enemy at the Door (1978-1980)
- Edward & Mrs. Simpson (1978)
- 1990 (1978)
- BBC2 Play of the Week (1978)
- Wings (1978)
- Minder (1980 en 1989)
- Hi-de-Hi! (1980-1984)
- Premiere (1980)
- Square Mile of Murder (1980)
- Tales of the Unexpected (1981 en 1984)
- Bergerac (1981)
- When the Boat Comes In (1981)
- Saturday Night Thriller (1982)
- Blott on the Landscape (1985)
- Life Without George (19871989)
- Anything More Would Be Greedy (1989)
- Screen One (1990)
- Singles (1991)
- About Face (1991)